# Wolf Wrisch
Wolf Wrisch (* 1944 in Ostpreußen; † 24. März 2009) war ein deutscher Maler, Kunstpädagoge, Hochschulprofessor und Autor sowie Inhaber der von 2001 bis 2008 existierenden Akademie Rhodt.

## Lebenslauf
Sein Studium absolvierte er unter anderem an der Staatlichen Akademie der Bildenden Künste Stuttgart. Zu seinen beruflichen Stationen zählten die Pädagogische Hochschule Esslingen, die Universität Bremen und die Hochschule Bremen. An letzterer fungierte er als Spiritus rector des Instituts für Kunst und Musik in der Erwachsenenbildung. Nachdem er als Professor emeritiert wurde, gründete er im Jahr 2001 in Rhodt unter Rietburg die Akademie Rhodt, die 2008 geschlossen wurde.

## Bibliographie (Auswahl)
- Malerei 1986–1990. Drachen-Verlag, Wolfratshausen 1990, ISBN 978-3-927369-01-6.
- Zeichnen und Malen auf Reisen. Faken, Niedernhausen 1995, ISBN 978-3-8068-4800-7.
- Meisterschule Malen und Zeichnen. Gestaltungsgrundlagen, Techniken, praktische Aufgaben, Lösungen. Augustus, München 2000, ISBN 978-3-8043-0527-4.
- Zeichnen und Malen. Motive – Techniken – Reiseskizzen. Bassermann, Niederhausen 2001, ISBN 978-3-8094-1024-9.
- Aquarellmalerei. Technik, Gestaltung, Ausdruck; von der Realität zum Bild. Falken, Niederhausen 2001, ISBN 978-3-8068-7643-7.
- Malen nach Fotografien. Inspirationen, Vorlagen, Gestaltungselemente. Urania-Verlag, Berlin 2002, ISBN 978-3-332-01366-5.
- Aquarellmalerei für Fortgeschrittene. Der formale Kontrast als Gestaltungsprinzip. Urania-Verlag, Berlin 2003, ISBN 3-332-01452-8.